# Umi Garrett
Umi Garrett (* 15. August 2000) ist eine US-amerikanische klassische Pianistin.

## Leben und Wirken
Umi Garrett begann im Alter von vier Jahren mit dem Klavierspiel und wurde zunächst von Itoe Akimoto in Mission Viejo und von John Perry an der Colburn School of Music unterrichtet. Anschließend studierte sie an der Juilliard School bei Matti Raekallio und Hung-Kuan Chen. Sie ist Preisträgerin zahlreicher internationaler Klavierwettbewerbe. 
Im Mai 2009 trat sie als achtjähriges „Wunderkind“ in der Ellen DeGeneres Show beim Sender NBC auf und erhielt daraufhin zahlreiche Einladungen für Konzerte mit Sinfonieorchestern in den USA und weltweit. So konzertierte sie im Alter von neun Jahren zum Beispiel mit dem Boston Pops Orchestra unter der Leitung von Keith Lockhart sowie mit dem Desert Symphony-Orchestra in Palm Desert, wobei sie Mozarts Klavierkonzert Nr. 23 spielte.
Bisher arbeitete sie mit zahlreichen US-amerikanischen Orchestern, darunter das New Mexico Philharmonic, das Missouri Symphony-Orchestra, das Pasadena Symphony and Pops, das Winnipeg Symphony Orchestra, das Thayer Symphony Orchestra, das Charlotte Symphony-Orchestra, das Saddleback Symphony-Orchestra und das Indiana Chamber-Orchestra in Indianapolis.
Garrett konzertierte unter anderem in Italien, Polen, Deutschland, Litauen, beim Vianden Music Festival in Luxemburg, Australien, Japan und Panama. Im Jahr 2010 debütierte sie in Wuhan (China) mit dem Wuhan Symphony Orchestra. Nach dem Tōhoku-Erdbeben 2011 in Japan organisierte sie im Jahr 2013 die Kizuna Concert Tour, in deren Rahmen sie auch an vier Grundschulen der Region vor Kindern auftrat. Es folgte eine weitere Tournee in Tōhoku im Jahr 2015. 2015 wurde Garrett in einer Show vom Hiroshima Symphony Orchestra eingeladen, um den 70. Geburtstag des Friedensvertrags mit den USA zu feiern.
2012 spielte sie beim International Piano Stars Festival in Litauen als jüngste Solistin in der Geschichte des Festivals. Des Weiteren konzertierte sie bei internationalen Musikfestivals, wie dem Assisi nel Mondo Festival, dem Amalfi Coast Music Festival in Italien, dem Internationalen Klaviersommer Cochem, dem Sydney International Master Class Festival in Australien und beim Killington Music Festival in Vermont.

## Preise
- 2008: 1. Preis beim Southwestern Youth Music Festival in Los Angeles
- 2008: 1. Preis bei der J. S. Bach Competition in Los Angeles
- 2009: 1. Preis bei der J. S. Bach Competition in Los Angeles
- 2009: 1. Preis bei der Saddleback Symphony Concerto Competition in Mission Viejo
- 2011: Grand Prix bei der Chopin International Competition San Jose Mercury News in Hartford (Connecticut)[14]
- 2011: 1. Preis bei der Schubert Club, Liszt Competition in CT
- 2012: 1. Preis bei der Bradshaw & Buono International Piano Competition in New York City[15]
- 2012: 1. Preis bei der The International Chopin Competition „Chopin Plus“ in Budapest[15]
- 2012: 1. Preis bei der The Osaka International Chamber Music Competition in Osaka[15]